# 31 Batalion Straży Granicznej
31 Batalion Straży Granicznej – jednostka organizacyjna Straży Granicznej w II Rzeczypospolitej pełniąca służbę ochronną na granicy polsko-radzieckiej.

## Formowanie i zmiany organizacyjne
Wykonując postanowienia uchwały Rady Ministrów z 23 maja 1922 roku, minister spraw wewnętrznych rozkazem z 9 listopada 1922 roku zmienił nazwę „Bataliony Celne” na „Straż Graniczną”. Wprowadził jednocześnie w formacji nową organizację wewnętrzną. 31 batalion celny przemianowany został na 31 batalion Straży Granicznej.
31 batalion Straży Granicznej funkcjonował w strukturze Komendy Powiatowej Straży Granicznej w Wilejce, a jego dowództwo stacjonowało w Dokszycach. W skład batalionu wchodziły cztery kompanie strzeleckie oraz jedna kompania karabinów maszynowych w liczbie 3 plutonów po 2 karabiny maszynowe na pluton. Dowódca batalionu posiadał uprawnienia dyscyplinarne dowódcy pułku. Cały skład osobowy batalionu obejmował etatowo 614 żołnierzy, w tym 14 oficerów. Z uwagi na eksterytorialne stacjonowanie, batalion odkomenderował oficera łącznikowego do starosty duniłowiczowskiego.
Na podstawie uchwały Rady Ministrów z 24 maja 1923 zarządzono likwidację Straży Granicznej do dnia 1 lipca 1923. Jednak 31 batalion Straży Granicznej, już w nowym etacie, pozostał na granicy do jesieni 1923. Pod względem budżetowo-gospodarczym podlegał Komendzie Okręgowej Policji Państwowej w Wilnie.
Potem batalion przekazał swój odcinek oddziałom Policji Państwowej i został rozwiązany.

## Służba graniczna
9 marca 1923 31 batalion odjechał do Dokszyc na swoje dawne miejsce.
Od lipca 1923 batalion ochraniał odcinek granicy od hutoru Hornowo (od rzeki Czernicy) do m. Cybulki
Sąsiednie bataliony
- 33 batalion Straży Granicznej ⇔ 44 batalion Straży Granicznej – 1 grudnia 1922[3][12]
- 33 batalion Straży Granicznej ⇔ 30 batalion Straży Granicznej − po 1 lipca 1923[9]

## Żołnierze batalionu
Komendanci batalionu
| stopień  | imię i nazwisko     | okres pełnienia służby | kolejne stanowisko                  |
| -------- | ------------------- | ---------------------- | ----------------------------------- |
| kapitan  | Edward Drzniewicz   | IX 1922 –              |                                     |
| mjr kaw. | Władysław Dąbrowski | 20 VII - 25 X 1923     | dowódca szwadronu zapasowego 27 puł |

## Struktura organizacyjna
| Ordre de Bataille 31 batalionu Straży Granicznej w Dokszycach na dzień 14 listopada 1922 | Ordre de Bataille 31 batalionu Straży Granicznej w Dokszycach na dzień 14 listopada 1922 | Ordre de Bataille 31 batalionu Straży Granicznej w Dokszycach na dzień 14 listopada 1922 | Ordre de Bataille 31 batalionu Straży Granicznej w Dokszycach na dzień 14 listopada 1922 |
| kompanie                                                                                 | 1. Gnieździłów                                                                           | 2. Porzecze                                                                              | 3. Olesiowo                                                                              |
| ---------------------------------------------------------------------------------------- | ---------------------------------------------------------------------------------------- | ---------------------------------------------------------------------------------------- | ---------------------------------------------------------------------------------------- |
| placówki                                                                                 | Worony                                                                                   | Komajsk                                                                                  | Hornowo-Bartkiewicz                                                                      |
| placówki                                                                                 | Sieliszcze                                                                               | Gieczańce                                                                                | Hornowo-Karczewski                                                                       |
| placówki                                                                                 | Bujek                                                                                    | Barbarowo                                                                                | Hornowo-Asona                                                                            |
| placówki                                                                                 | Wiereciejka                                                                              | Starynka                                                                                 | Hornowo-Wierciński                                                                       |
| placówki                                                                                 | ziemianka (Sołominki)                                                                    | Starosiedle                                                                              | Hornowo-sołtys                                                                           |
| placówki                                                                                 | Smolarnia                                                                                | Porzecze                                                                                 | Krawnica                                                                                 |
| placówki                                                                                 | Osowo                                                                                    | Ostrów                                                                                   | Lipowo                                                                                   |
| placówki                                                                                 | Dworzec                                                                                  | Trawki                                                                                   |                                                                                          |
| placówki                                                                                 | Raszkówka                                                                                | Trościanica                                                                              |                                                                                          |